# Marcel Damboise
Marcel Damboise est un sculpteur français né à Marseille le 8 août 1903 et mort à Paris le 2 février 1992.
Membre du groupe des Neuf, il travaille en France et en Algérie.

## Biographie
Issu d'un milieu modeste, Marcel Damboise entre à l'École des Beaux-arts de Marseille en 1916. Il est sculpteur de monuments funéraires de 1919 à 1923, avant d'effectuer son service militaire. En 1926, il s'installe à Paris dans le quartier du Montparnasse avec son ami Louis Dideron qui loue un atelier à la Ruche. Il y rencontre l'une des filles du peintre Georges Dorignac, Yvette, qu'il épouse en 1928. Il côtoie Charles Despiau — pour lequel il pose —, Paul Cornet, Charles Malfray, Jean Osouf et Pierre-Marie Poisson avec lesquels il expose au Salon des indépendants. En 1929, il présente une Tête de femme en marbre, taille directe au Salon des Tuileries.
En 1932, il obtient la bourse de la villa Abd-el-Tif et y séjourne à Alger jusqu'en 1935. Il y rencontre les peintres Richard Maguet, Émile Bouneau et André Hambourg ainsi que Albert Camus de qui il devient proche, partageant avec lui l'amour de la Grèce antique. De retour à Paris, il expose aux salons et participe à quelques travaux du musée des Colonies. Pendant la Seconde Guerre mondiale, il rencontre l'acteur Jean-Louis Barrault au château d'Ermenonville et réalise son buste. Il continue d'exposer dans les galeries françaises et suédoises, tout en s'engageant dès 1943 dans les Forces françaises de l'intérieur.
Il reçoit plusieurs commandes de l'État, un Saint Marcel pour la chapelle Saint-Marcel de Vitry-sur-Seine en 1935, puis une Verseuse d'eau en 1945[réf. nécessaire].
En 1948, il retourne en Algérie et effectue de nombreux bustes pour des amateurs, ainsi que des projets architecturaux. Il rentre d'Algérie en 1954, est nommé chevalier de la Légion d'honneur et devient professeur de modelage aux Beaux-Arts de Paris.
En 1963, il participe à la création du groupe des Neuf, fondé le 11 novembre 1963 par les sculpteurs Jean Carton et Jean Osouf, et animé par la poétesse Juliette Darle, le groupe des Neuf réunit à Paris des artistes pour la défense et l’illustration de la sculpture figurative. Le groupe rassemble également les sculpteurs Raymond Corbin, Paul Cornet, Léon Indenbaum, Léopold Kretz, Raymond Martin et Gunnar Nilsson. Ils exposent à la galerie Vendôme à Paris en 1964.
Marcel Damboise meurt le 2 février 1992 dans le 15e arrondissement de Paris.
Le 26 juin 2020, l'étude Crait-Müller disperse son fonds d'atelier à Paris à l'hôtel Drouot.

## Récompenses
- 1932 : prix Abd-el-Tif.
- 1939 : prix des Vikings.
- 1953 : prix de la villa d'Este[11].
- 1971 : prix Wildenstein.
- 1984 : prix de portrait Paul-Louis Weiller[12].

## Distinctions
Marcel Damboise est nommé chevalier de la Légion d'honneur en 1954, et chevalier de l’ordre des Arts et des Lettres en 1958.

## Collections publiques
Algérie
- Alger, musée national des Beaux-Arts.
- Ben Aknoun, Cité universitaire.
- Bir Mourad Raïs, Centre éducatif d'El-Riath.

France
- Boulogne-Billancourt, musée des Années Trente.
- Bordeaux, stade Chaban-Delmas.
- Mont-de-Marsan, musée Despiau-Wlérick.
- Mont Valérien, mémorial de la France combattante.
- Narbonne, musée d'Art et d'Histoire.
- Paris :
  - théâtre de l'Odéon ;
  - palais du Luxembourg.
- Vitry-sur-Seine, église Saint-Marcel.

Norvège
- Oslo, musée national de l'Art, de l'Architecture et du Design.

## Salons
- Paris, Salon des artistes français.
- Paris, Salon des Tuileries.
- Paris, Salon des indépendants.
- Paris, Salon de l'Union artistique de l'Afrique du Nord.
- Paris, Salon d'automne.
- Paris, Salon de la France d'Outre-mer.
- Paris, Salon des décorateurs.
- Paris, Salon d'art contemporain.
- Paris, Salon du dessin et de la peinture à l'eau.
- Cachan, Biennale Peinture Sculpture.
- Exposition artistique de l’Afrique française.

## Expositions
- 1932 : Paris, galerie de Sèvres.
- 1933 : Bucarest, musée Toma Stelian.
- 1934 : Alger, galerie d’art de France, Exposition artistique de l’Afrique français.
- 1934 : Naples, Exposition internationale d’art colonial.
- 1938 : Stockholm, Svenk-Franska Konstgalleriet.
- 1938 : La Haye, musée des Beaux-Arts.
- 1941 : Paris, galerie Berri-Raspail.
- 1942 : Paris, galerie Charpentier, Cent ans d’aquarelles.
- 1942 : Paris, galerie de l’orfèvrerie Christophe, Jeunes sculpteurs français.
- 1943 : Stockholm, Svenk-Franska Konstgalleriet.
- 1945 : Rio de Janeiro, Peintres français d’aujourd’hui.
- 1946 : Paris, galerie Charpentier.
- 1947 : Tübingen, La sculpture française de Rodin à nos jours.
- 1948 : Oran, galerie Colline(Robert Martin).
- 1948 : Alger, galerie du Nombre d’Or.
- 1949 : Oslo, Nasjonalgalleriet.
- 1950 : Lisbonne, musée d'Art ancien, L’Orient et l’Algérie dans l’art français au XIXe et au XXe siècle.
- 1964 : Mennecy, Rendez-vous des travailleurs et des arts.
- 1965 : Saint-Ouen, 1er festival de sculpture contemporaine.
- 1970 : Nogent-sur-Marne, Maison nationale des artistes, Elle et Lui.
- 1970 : Narbonne, palais des archevêques, René Iché et les grands sculpteurs contemporains.
- 1971 : Mont-de-Marsan, musée Despiau-Wlérick, L’Hommage à Despiau.
- 1975 : Mont-de-Marsan, musée Despiau-Wlérick, Charles Despiau.
- 1988 : Paris, musée de la Poste, Sculptures, peintures, dessins.
- 1988 : Veneux-les-Sablons, Dessins de sculpteurs.
- 1990 : Versailles, hôtel de Madame du Barry, Sculpture française de notre temps.
- 1991 : Poitiers, galerie Carnot, Tailleurs d’images.
- 2008 : Paris, galerie Malaquais, Marcel Damboise (1903-1992).